# Segestrioides badia
Segestrioides badia är en spindelart som först beskrevs av Simon 1903.  Segestrioides badia ingår i släktet Segestrioides och familjen Diguetidae. Inga underarter finns listade i Catalogue of Life.